# Lords of the Underground
Lords of the Underground — американское хип-хоп-трио из Ньюарка, Нью-Джерси, которое было образовано в 1990 году. В состав группы входят Дюпре «DoItAll» Келли, Аль’Терик «Mr. Funke» Уордрик и Брюс «DJ Lord Jazz» Колстон.

## История
Рэперы Mr. Funke и DoItAll встретили диджея Lord Jazz (уроженца Кливленда), когда все трое были студентами в университете Shaw University в городе Роли в Северной Каролине. Друг Doitall’а представил группу легендарному продюсеру Marley Marl, который пригласил их записаться в его студии (при содействии продюсера K-Def). В 1990 году знаменитый рэпер Redman в начале своей карьеры работал диджеем у DoItAll, участника группы Lords Of The Underground, в клубе Sensations в Ньюарке, Нью-Джерси.
Группа выпустила свой дебютный альбом Here Come the Lords 9 марта 1993 года, продюсером которого выступили Marley Marl и K-Def. В 2013 году американский журнал Spin добавил альбом в свой список «50 лучших рэп-альбомов 1993 года». Альбом достиг 66 места в чарте Billboard 200 и содержит пять чартовых синглов, включая визитную карточку группы, «Chief Rocka». В 2015 году журнал Complex поместил песню на 85 место в своём списке «100 величайших хип-хоп битов всех времён».
К концу 1993 года «лорды» получили награду от BET как лучшая рэп-группа года.
Группа выпустила свой второй альбом Keepers of the Funk в следующем году, 1 ноября 1994 года. Keepers of the Funk достиг 47 места в чарте Billboard 200 и содержит три чартовых сингла, самым успешным из которых был «Tic Toc».
Группа получила негативную критику, когда в их сингле «Burn Rubber» 1995 года подразумевалось, что они оправдывают угон автомобилей. Группа утверждает, что песня была создана специально для фильма про угон автомобилей New Jersey Drive (1995).
Они воссоединились для третьего альбома с Resurrection (1999). Выпущенный с помощью лейбла Куин Латифы, Jersey Kidz, релиз альбома был настолько незначительным, что немногие поняли, что он был записан. Лорды снова вернулись в 2007 году с четвёртым альбомом под названием House of Lords, но, как и Resurrection, он не смог попасть в чарты Billboard.
Лордов лучше всего помнят в связи с «Золотой эрой хип-хопа». Таким образом, когда Nas решил в 2007 году сделать ремикс своей песни «Where Are They Now?», в которой спрашивали о судьбах нескольких давно забытых рэперов золотой эры, «лорды» были среди тех, кого просили появиться. DoItAll исполнил восемь строчек на треке.
DoItAll появился на короткое время в финальной сцене финального эпизода «Сделано в Америке» сериала «Клан Сопрано», отмеченный в титрах как Ду Келли, как одна из потенциально зловещих фигур серии, появляющихся в закусочной. Он также появился на других телевизионных шоу: «Закон и порядок» в роли Two Tone, в сериале HBO «Тюрьма Оз» и на рождественском эпизоде «Студия 30» на NBC (2008). Он также снимался в независимых фильмах, таких как Somewhere in the City и Rhyme & Reason. Он также снялся в бродвейской пьесе под названием Diss Diss & Diss Dat (2003).
В 2012 году группа впервые выступила в России в рамках мероприятия Hip-Hop Don’t Stop и фестиваля Soul City 2012.
В 2017 году DoItAll объявил, что планирует баллотироваться на пост советника в своём родном городе Ньюарк. Он начал свою кампанию в 2018 году, и, несмотря на то, что не выиграл место, всё ещё планирует помочь городу.
В 2020 году Lords Of The Underground вернулись с новым клипом на песню «Insomniac», спродюсированную Snowgoons. Этот трек — первый сингл с альбома So Legendary, первого альбома группы за последние десять лет. В конце января Lords Of The Underground выпустили видеоклип на песню «Whats Up», записанную при участии группы Onyx, позже был выпущен сингл на эту песню.

## Дискография

### Студийные альбомы
| Год  | Альбом                                                              | В чартах      | В чартах                           |
| Год  | Альбом                                                              | Billboard 200 | Top R&B/Hip-Hop Albums (Billboard) |
| ---- | ------------------------------------------------------------------- | ------------- | ---------------------------------- |
| 1993 | Here Come the Lords - Выпущен: 9 марта 1993 года - Лейбл: Pendulum  | 66            | 13                                 |
| 1994 | Keepers of the Funk - Выпущен: 1 ноября 1994 года - Лейбл: Pendulum | 57            | 16                                 |
| 1999 | Resurrection - Выпущен: 20 апреля 1999 года - Лейбл: Jersey Kidz    | 175           | 42                                 |
| 2007 | House of Lords - Выпущен: 21 августа 2007 года - Лейбл: Affluent    | –             | 89                                 |
| 2020 | So Legendary - Выпущен: 21 февраля 2020 года - Лейбл: Goon MuSick   | –             | –                                  |

### Компиляции
| Год  | Альбом |
| ---- | --- |
| 2014 | Lotug 20: The 20th Anniversary Collection, Vol. 1 - Выпущен: 8 июля 2014 года - Лейбл: Pirate Recordings, Inc. |

### Синглы
| Год  | Сингл                 | Высшие позиции в чартах журнала Billboard | Высшие позиции в чартах журнала Billboard | Высшие позиции в чартах журнала Billboard | Альбом              |
| Год  | Сингл                 | Billboard Hot 100                         | Hot R&B/Hip-Hop Songs                     | Hot Rap Tracks                            | Альбом              |
| ---- | --------------------- | ----------------------------------------- | ----------------------------------------- | ----------------------------------------- | ------------------- |
| 1992 | «Psycho»              | -                                         | -                                         | 17                                        | Here Come the Lords |
| 1993 | «Chief Rocka»         | 55                                        | 35                                        | 1                                         | Here Come the Lords |
| 1993 | «Funky Child»         | 74                                        | 52                                        | 2                                         | Here Come the Lords |
| 1993 | «Here Come the Lords» | 93                                        | 67                                        | 18                                        | Here Come the Lords |
| 1994 | «Flow On»             | -                                         | -                                         | 36                                        | Here Come the Lords |
| 1994 | «Tic Toc»             | 73                                        | 52                                        | 17                                        | Keepers of the Funk |
| 1995 | «What I’m After»      | 111                                       | -                                         | 32                                        | Keepers of the Funk |
| 1995 | «Faith»               | -                                         | -                                         | 49                                        | Keepers of the Funk |